# Andrew Pinfold
Andrew Pinfold, né le 14 août 1978 à Woodbridge (Ontario), est un coureur cycliste canadien.

## Palmarès
- 1996
  - 3e du championnat du Canada de cyclo-cross juniors
- 1998
  - 3e du championnat du Canada de cyclo-cross
- 2001
  - Grand Prix Springbank
  - 3e du championnat du Canada du critérium
- 2003
  - 4e étape du Tour de Wellington
  - 1re étape du Syracuse Race Weekend
  - 1re étape du Tour de White Rock
- 2004
  - 3e du championnat du Canada du critérium
- 2005
  - 2e étape de la Mutual of Enumclaw Stage Race
  - 4e étape de la Mount Hood Classic
  - 2e du championnat du Canada du critérium
- 2006
  - 3e étape du Tour du Salvador (contre-la-montre par équipes)
  - 6e étape du Tour de Beauce
  - Tour de White Rock :
    - Classement général
    - 2e étape

  - 3e du championnat du Canada du critérium
- 2007
  - 4e étape du Tour du Salvador (contre-la-montre par équipes)
  - 3e étape du Tour de Delta
  - 2e du Tour de Delta
- 2008
  - 6e étape de la Mount Hood Classic
  - 2e étape du Tour de Delta
  - Gastown Grand Prix
  - 2e étape du Tour de White Rock
  - 2e du Tour de White Rock
- 2009
  - 8e étape du Tour du Mexique
  - 3e étape du Tour de Delta
  - Tour de White Rock :
    - Classement général
    - 2e étape

  - 2e du Tour de Delta
- 2010
  - 2e de l'Historic Roswell Criterium
- 2011
  - Classement général du Tour de Delta

## Classements mondiaux
| Année            | 2006 | 2007 | 2008 | 2009 | 2010 | 2011 |
| ---------------- | ---- | ---- | ---- | ---- | ---- | ---- |
| UCI America Tour | 131e | 47e  | 88e  | 57e  | 365e | 326e |